# Список умерших в 806 году

## Февраль
- 11 февраля — Шунь-цзун (44), 13-й император династии Тан (805).
- 25 февраля — Тарасий, патриарх Константинопольский (784—806).

## Апрель
- 9 апреля — Император Камму, 50-й Император Японии (781—806).

## Июнь
- 14 июня — Гервольд, епископ Эврё (775—788), аббат Фонтенеля (788—806), католический святой.

## Дата смерти неизвестна или требует уточнения
- Гримоальд III, лангобардский князь Беневенто (788—806).
- Милидух, князь лужичан (сорбов) (790—806).
- Пётр, епископ Вердена (781—806).
- Мухаммад аль-Фазари, мусульманский философ, математик и астроном.
- Яхья ибн Халид аль-Бармаки, персидский государственный деятель, наиболее влиятельный представитель семьи Бармакидов, занимавший пост наместника ряда провинций Аббасидского халифата и визиря в годы правления Харуна ар-Рашида.